# Walter Dorwin Teague

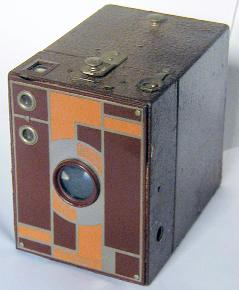
Cámara "Beau Brownie", diseñada por Teague para Kodak

Walter Dorwin Teague (Pendleton (Indiana), 18 de diciembre de 1883 - Flemington (Nueva Jersey), 5 de diciembre de 1960) fue un diseñador industrial estadounidense.

## Biografía
Walter Dorwin Teague empezó trabajando como diseñador gráfico, pero pronto se adentró en el mundo del diseño de producto. Tras un viaje por Europa, decidió constituir una empresa propia dedicada al re-estilismo de objetos. Su compañía trabajó para empresas como Boeing comenzando en 1946 con el diseño del interior del avión de pasajeros Stratocruiser. Esta relación con Boeing ha durado más de 60 años con los Estudios de Aviación Teague que ha trabajado en cada avión de Boing incluyendo los 707, 747, 777 y el 787.
Tuvo un hijo, también dedicado al diseño industrial, y que fue también llamado Walter Dorwin, con quien desarrolló proyectos conjuntamente. Entre estos destacan algunas contribuciones conocidas de muchos productos industriales y de consumo básicos, incluyendo los Mimeógrafos A.B. Dick para los misiles de la Guerra fría Larke y Loki. Teague hijo ganó un premio del Instituto de DIseñadores Industriales por su silla para dentistas totalmente reclinable que permite a los dentistas sentarse mientras trabajan con los pacientes.
Aunque sin serlo, también se desarrolló como arquitecto, e incluso construyó las estructuras en la Unión Soviética para la Agencia de Información de los Estados Unidos. El Piano de la Paz Steinway de su firma, construido para la Feria Mundial de Nueva York de 1934, está expuesto ahora en el Instituto Smithsoniano. Entre sus diseños arquitectónicos se incluye el Domo Centienal de la guerra civil estadounidense en Richmond, Virginia.
La mayoría de los productos diseñados por Teague Associates se encuentran en muchos museos del mundo, como la Colección Wolfsoniana y el museo Cooper-Hewitt.
Sus creaciones se han relacionado con el estilo art déco, pero destaca sobre todo por su protagonismo durante el período de Streamline moderne en Estados Unidos tras la crisis del 29. Entre sus trabajos más conocidos están la cámara fotográfica Eastman Kodak, la cristalería para Steuben Glass Works y las estaciones de servicio de Texaco.
El legado de Teague continúa aún hoy, ya que su compañía Teague Design sigue siendo una importante consultora de diseño. Emplazada en Seattle, Washington, ha trabajado para clientes como Microsoft, Boeing y Hewlett-Packard.